# Castello di Laeken
Il Castello di Laeken si trova nell'omonima cittadina di Laeken, sobborgo di Bruxelles, e venne edificato tra il 1782 ed il 1784, per volere di Maria Cristina d'Austria e del marito, Alberto di Sassonia-Teschen, allora Governatori generali dei Paesi Bassi austriaci. Durante il periodo napoleonico, la tenuta fu frequentata dall'imperatore Napoleone Bonaparte per poi divenire residenza reale all'ascesa al trono di Leopoldo I di Sassonia-Coburgo-Gotha, divenuto sovrano del Belgio in seguito all'indipendenza dal Regno Unito dei Paesi Bassi. Il Castello è oggi la residenza privata del monarca belga.

## Storia
Il castello venne costruito tra il 1782 ed il 1784 a Laeken, allora villaggio rurale fuori da Bruxelles, per volontà dei Governatori generali dei Paesi Bassi austriaci, Maria Cristina d'Austria ed il consorte, Alberto di Sassonia-Teschen, su progetto di Charles de Wailly, architetto ed urbanista francese, che venne affiancato dall'architetto austriaco-belga Louis Montoyer. In origine la residenza aveva il nome di Palazzo di Schonenberg, e aveva la funzione di residenza estiva per i governatori dei Paesi Bassi Maria Cristina ed il marito Alberto. Il 21 luglio 1803, Nicolas-Jean Rouppe, commissario del dipartimento della Dyle, ricevette Napoleone Bonaparte al Castello di Laeken; già Imperatore dei Francesi, Bonaparte vi soggiornò con la moglie Giuseppina nell'agosto del 1804, durante il suo viaggio dall'assegnazione dell'Ordine della Legion d'Onore alle sue truppe a Boulogne, alla sua avanzata lungo il Reno, ed in seguito, durante i Cento Giorni del 1815, redasse prematuramente un proclama da pronunciare a palazzo:
(Napoleone, Palazzo imperiale di Lacken, 17 giugno 1815)

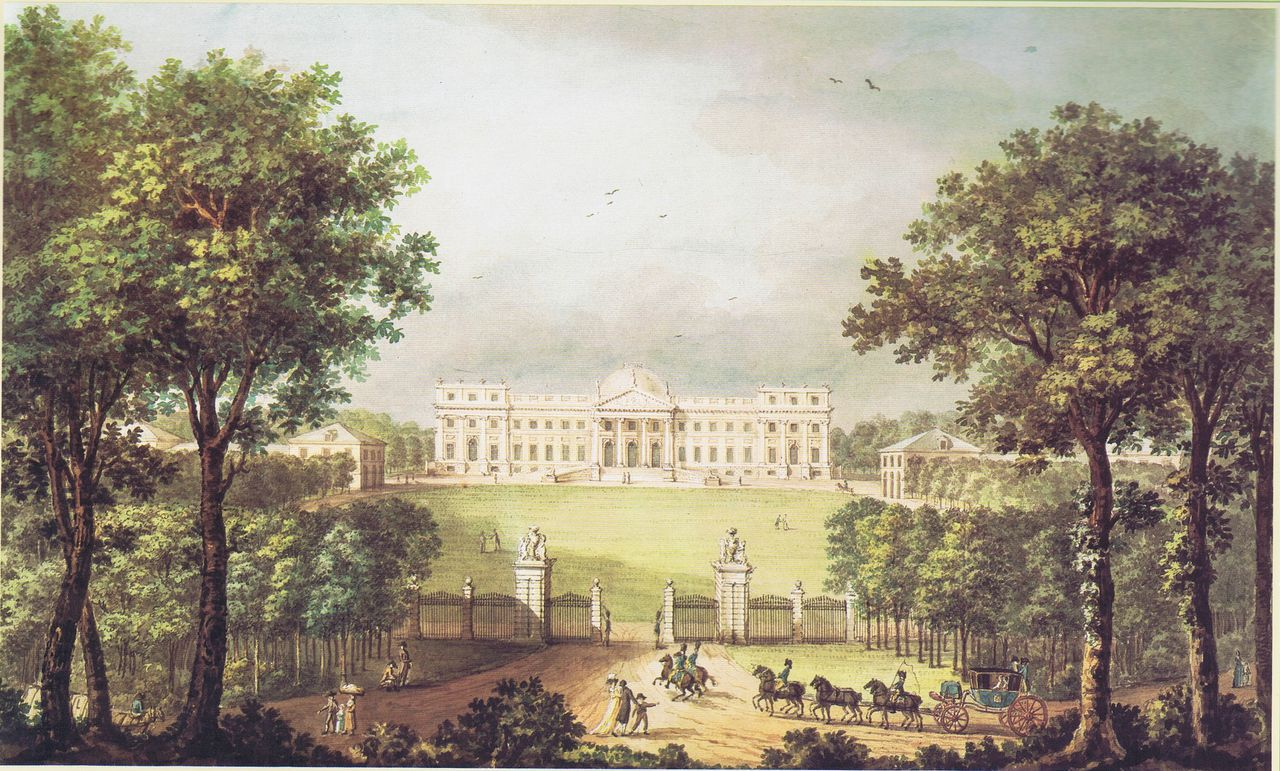
Il Castello di Laeken nel XVIII secolo.

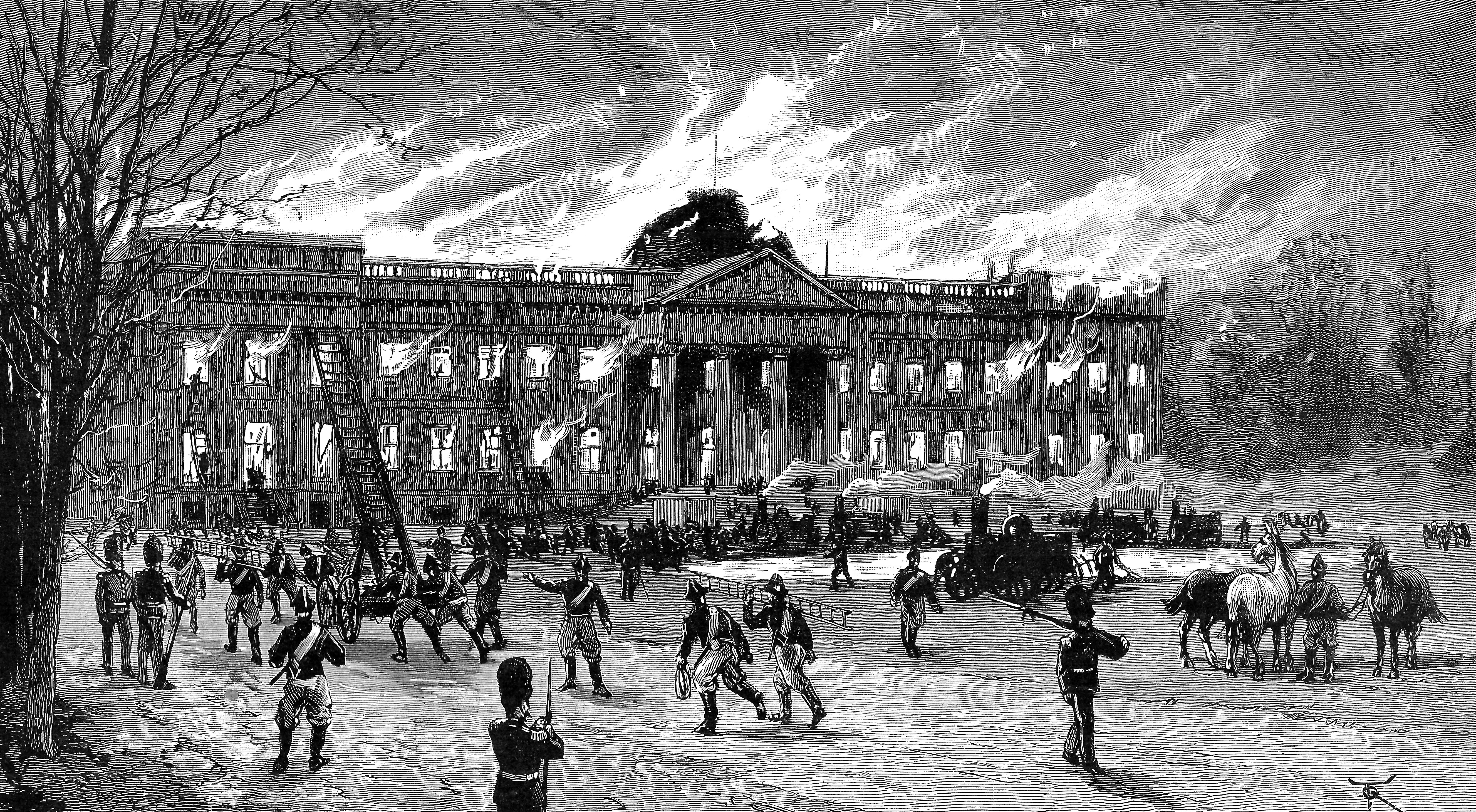
L'incendio della residenza nel 1890.

Dopo l'indipendenza belga del 1830, fino ad allora il Belgio era parte del Regno Unito dei Paesi Bassi, Rouppe, allora sindaco della città di Bruxelles, ricevette il nuovo re Leopoldo I di Sassonia-Coburgo-Gotha al Castello di Laeken il 21 luglio 1831, giorno dell'incoronazione del sovrano belga; Il palazzo fu parzialmente distrutto da un incendio nel 1890 e fu ricostruito e ampliato dall'architetto Alphonse Balat. L'architetto francese Charles Girault gli diede l'aspetto attuale nel 1902, con l'aggiunta di due nuove ali monumentali che formano una "U" con la facciata principale. La tenuta comprende anche le grandi Serre reali di Laeken, un insieme di monumentali costruzioni a cupola, accessibili al pubblico solo pochi giorni all'anno. Anch'esse furono originariamente progettate da Balat, con la collaborazione del giovane Victor Horta. Il Castello di Laeken è la residenza privata del sovrano belga fin dall'ascesa al trono di Leopoldo I nel 1831. Tuttavia, dopo la loro ascesa al trono nel 1993, re Alberto II e la regina Paola preferirono rimanere a vivere nel Castello del Belvédère, nel parco che circonda la tenuta a Laeken. Gli attuali occupanti del palazzo sono re Filippo, la regina Matilde e i loro quattro figli.

## Descrizione
Il palazzo è un edificio neoclassico che si estende per 90 metri ed è fiancheggiato da una rampa di scale, su cui si accede da una scala centrale e due rampe laterali. Ogni ringhiera è decorata con una sfinge con una testa di donna scolpita da Godefroid Devreese. Gli originali di Gilles-Lambert Godecharle sono scomparsi sotto il regime francese. L'avancorpo è formato da quattro grandi colonne ioniche, che sorreggono un frontone, il cui timpano è decorato con un bassorilievo di Godecharle. La facciata tardo barocca si rifà a uno stile classico riconducibile agli stilemi e alle linee proprie di Luigi XVI. Le decorazioni nelle sale, nei corridoi e anche in diversi dettagli dell’arredamento alternano elementi dell’antichità con caratteristiche e dettagli più moderni. Particolarmente raffinati e di valore sono gli arazzi che decorano la sala delle udienze al piano terra. Il parco regala un paesaggio con ampi viali, sentieri tortuosi, vasti prati, aiuole e graziosi boschetti. Quando c'è il sole, la disposizione degli alberi crea uno sfondo e un gioco di luci e ombre. La tenuta reale è circondata da un giardino immenso progettato in stile inglese. All’interno dell’area ci sono dei campi da golf, un lago e delle opere d’arte. Al centro del parco svetta il monumento alla Casa reale dedicato a Leopoldo I ed inaugurato nel 1880. I viali del parco sono costeggiati da magnolie e ippocastani. Ci sono diversi padiglioni, tra cui la Torre giapponese e il Padiglione Cinese che ospita una collezione di oggetti e porcellane orientali.

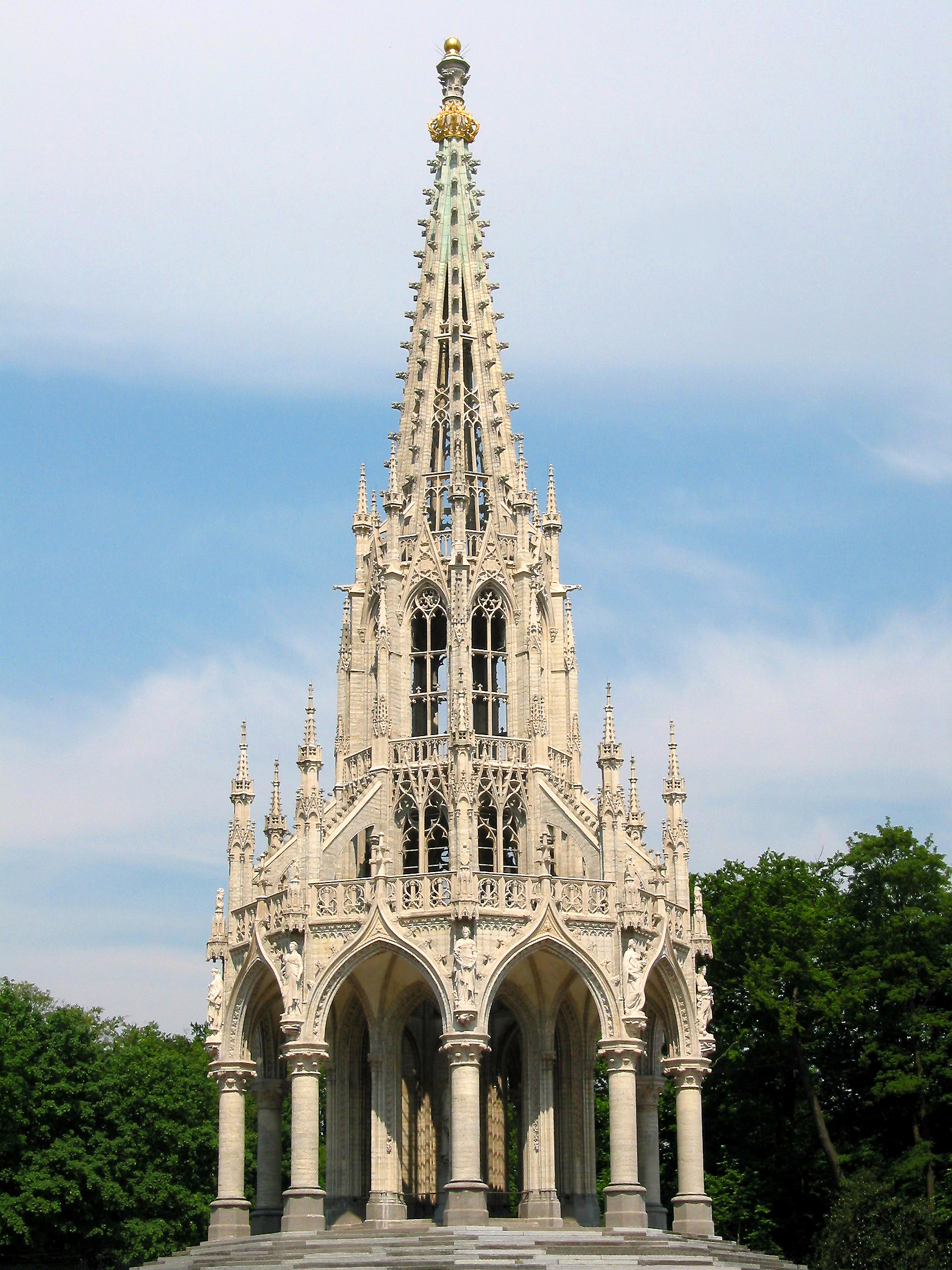
Monumento alla Casa reale belga.

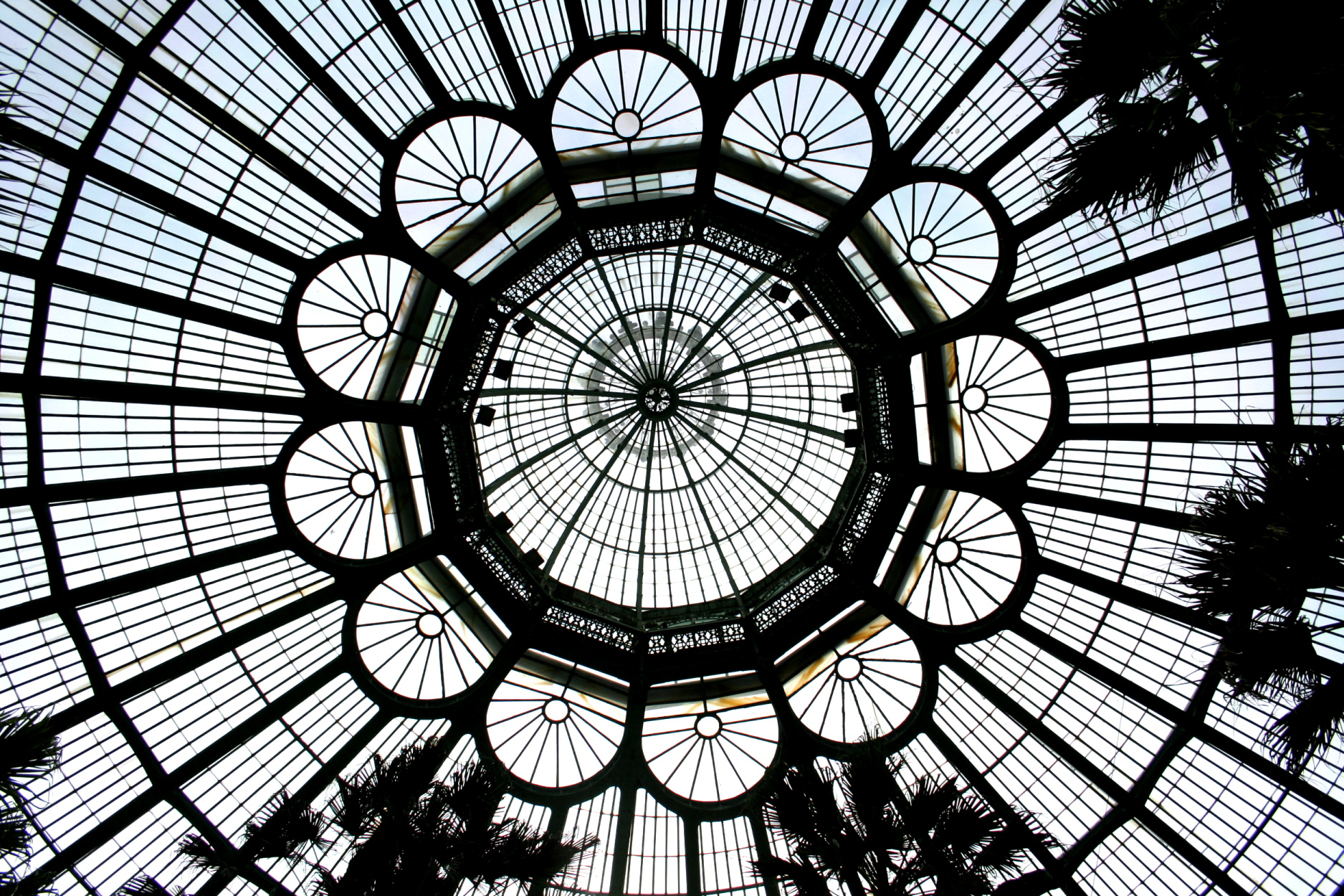
Cupola di vetro delle Serre reali di Laeken.

Si accede all'interno da un ampio vestibolo decorato da un lato con una statua della Vittoria realizzata dallo scalpello di Godecharle e dall'altro da uno scalone monumentale che conduce all'unico piano. Al di là del vestibolo si trova la “stanza della cupola”, un ampio soggiorno circolare con le sue dodici colonne corinzie e altrettante porte e finestre sormontate da bassorilievi anch'essi dovuti a Godecharle, e corrispondenti ai dodici mesi dell'anno. Su entrambi i lati di questa sala, nella parte sud, si apre una sala da pranzo Luigi XVI e sull'altro lato la “sala del trono”. Le porte soprastanti di queste stanze sono decorate con bassorilievi. Il Castello di Laeken, essendo la residenza ufficiale del re, non è visitabile. Mentre le serre sono aperte al pubblico per circa tre settimane ad aprile. Una tradizione che si ripete da più di 100 anni. Il benessere delle piante dipende dal lavoro di 35 giardinieri. La superficie della struttura si estende per 1,5 ettari. Nel 1873 l'architetto Alphonse Balat progettò per il re Leopoldo II un complesso di serre che completò il Castello di Laeken. L’intera struttura assume l'aspetto di una città di vetro incastonata in un paesaggio collinare. I padiglioni monumentali, le cupole di vetro, le ampie gallerie che percorrono i terreni come strade coperte esprimono un ambizioso programma di costruzione: quello del "palazzo di vetro ideale". Un progetto che ha ispirato la nuova architettura belga di quel periodo e, la cui influenza, grazie all'Art Nouveau, si è diffusa in tutto il mondo. L'attuale collezione di piante delle Serre reali contiene ancora alcuni esemplari appartenenti alle piantagioni originarie del re Leopoldo II.